# Furcy Fondeur
Coronel Furcy Fondeur Lajeunesse (París, 1814–Santiago de los Caballeros, 22 de noviembre de 1892) era un político y militar de la República Dominicana oriundo de Francia.

## Biografía
Nacido en Francia, su familia se asentó en la Capitanía General de Santo Domingo alrededor 1820. Su padre era Louis Fondeur y su madre era Marguerite LaJeunesse, Condesa De La Juvenile;  tenía 5 hermanos. Casó con Jacinta Castro y tuvo 5 hijos, él enviudó y se casó luego con María Luisa Fernández Fernández (1837–1895) y tuvo 10 hijos.
El 14 de septiembre de 1863, Fondeur firmó el Acto de la Independencia de la República Dominicana de España, y luchó en la Guerra de la Restauración Dominicana como coronel;  es considerado un héroe de la Batalla de Santiago (1863). Fue designado Ministro de Asuntos Exteriores en 1867. Fondeur Lajeunesse fue también presidente del Consejo Edilicio del Ayuntamiento de Santiago de los Caballeros.